# Aftershock
| Оценки критиков      | Оценки критиков |
| Источник             | Оценка          |
| -------------------- | --------------- |
| Allmusic             | [ 2 ]           |
| Blabbermouth         | 9/10            |
| The Guardian         | [ 4 ]           |
| MetalSucks           | [ 5 ]           |
| Pitchfork Media      | 7.6/10          |
| Revolver             | [ 7 ]           |
| Rolling Stone        | [ 8 ]           |
| Rolling Stone Russia | [ 9 ]           |

Aftershock (с англ. — «Афтершок») — двадцать первый студийный альбом британской рок-группы Motörhead, выпущенный лейблом UDR GmbH в октябре 2013 года. В качестве продюсера пластинки выступил Кэмерон Уэбб.

## Об альбоме

### Запись и релиз
В августе 2012 года в интервью Artisan News Service, во время Rockstar Mayhem Festival, барабанщик Motörhead Микки Ди заявил, что группа написала тексты к нескольким новым песням ещё при работе над альбомом The Wörld Is Yours, и в данный момент продолжает готовить основу для будущего студийного материала. Затем музыкант добавил, что новая пластинка будет записана и выпущена в 2013 году. В интервью Classic Rock Revisited журналист Джеб Райт расспросил лидера Motörhead Иэна «Лемми» Килмистера о записи возможного студийного альбома. Лемми сказал, что он обсуждал запись с остальными участниками группы, и что «это было бы интересно сделать». Далее музыкант отметил, что если пластинка всё-таки выйдет, она будет удовлетворять музыкальным вкусам слушателей, а на обложке традиционно будет присутствовать знаменитый персонаж-талисман «War-Pig».
В конце октября 2012 музыканты официально подтвердили, что планируют вернуться в студию в начале 2013 года. Кэмерон Уэбб, который уже продюсировал предыдущие четыре студийных работы Motörhead, снова примкнул к группе для сотрудничества. 28 февраля 2013 года Motörhead начали запись пластинки. 18 июня 2013 года было обнародовано название диска «Aftershock». Ожидалось, что релиз состоится летом, однако выход был перенесён на осень 2013 года. 18 октября Aftershock был выпущен в Германии, 21 октября в Великобритании и Европе, а 23 октября альбом поступил в продажу в США.

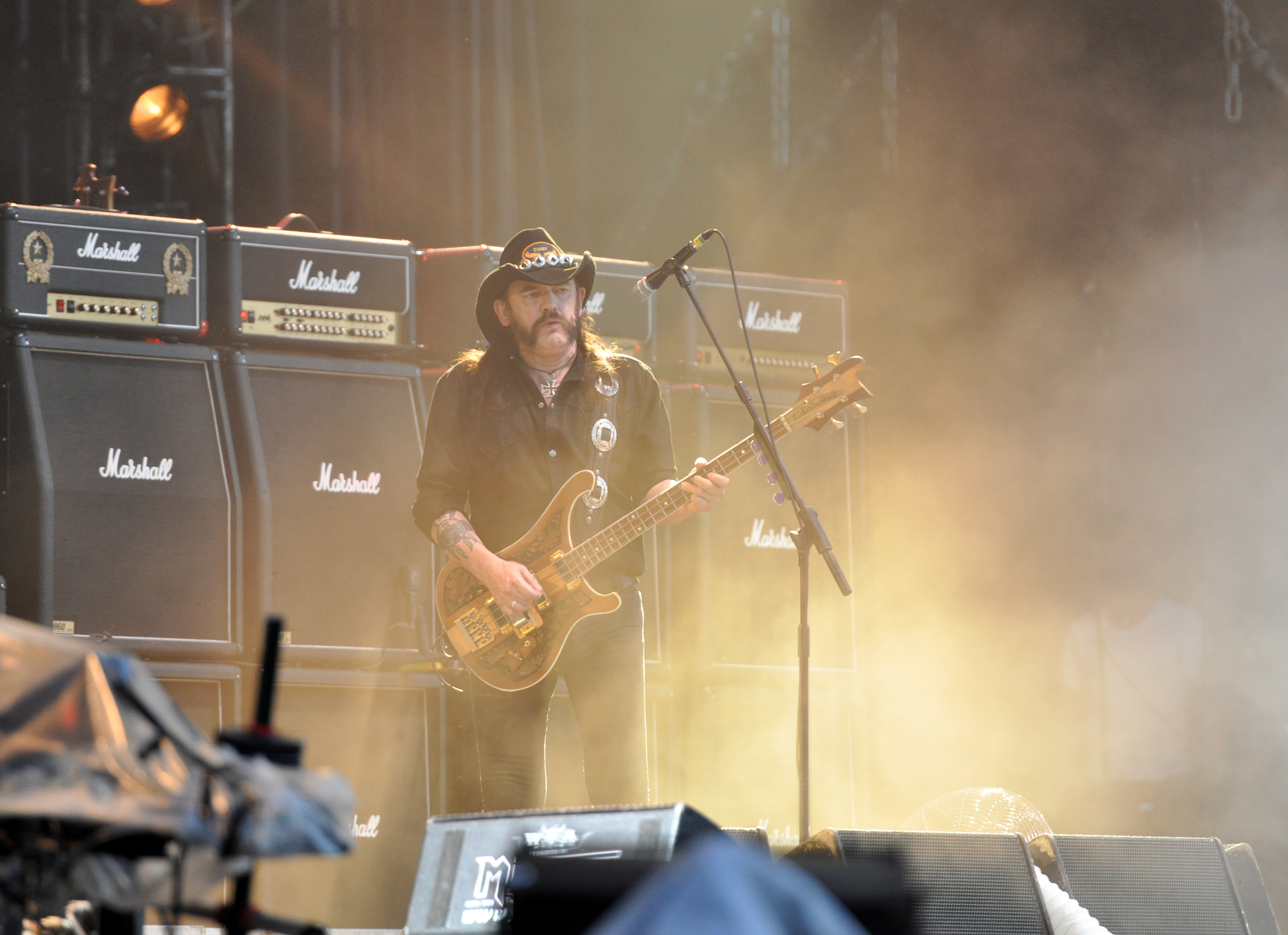
Выступление на Wacken Open Air, 2013

### Концертный тур
Ещё до выхода Aftershock Motörhead сообщили о проведении концертных выступлений в поддержку альбома. Старт гастролей планировался в ноябре 2013 года, но все концерты были перенесены на февраль и март 2014 в связи с ухудшением здоровья у Лемми из-за диабета. В январе 2014 музыканты объявили об отмене всех предстоящих выступлений. Готовившийся гастрольный тур прошёл только летом; группа провела концерты в США, Великобритании, Франции, Швейцарии, Италии, Германии. 25 июля Motörhead выступили в России; концерт прошёл в Москве в концертном зале Крокус Сити Холл.

### Отзывы критиков и продажи
Альбом получил в основном положительные отзывы от музыкальных изданий. Многие критики высоко оценили звучание Aftershock, которое по мнению рецензентов близко к более раннему творчеству Motörhead. Хэнк Штимер из Pitchfork Media отметил, что Aftershock не несёт в себе чего-то нового. Тем не менее, Штимер назвал альбом «по-настоящему захватывающим», а также добавил: они [Motörhead] всё ещё делают это хорошо. Журналом Revolver пластинка также была встречена положительно; редакция похвалила манеру исполнения музыкантов в альбоме. Обозреватель сайта MetalSucks Сэмми O’Хэгар оценил альбом в 4 звезды из 5; он прокомментировал это тем, что группа, как и прежде, продолжает играть достаточно «тяжёлую» и «рычащую» музыку. Такую же оценку присудил рецензент Rolling Stone Russia Борис Даль; он написал, что «уже 21 по счёту диск Motörhead звучит куда живее, чем предыдущий мизантропический опыт The World Is Yours». Редколлегией газеты USA Today Aftershock был признан «альбомом недели».
За первую неделю продаж в США диск разошёлся тиражом в 11 000 экземпляров, заняв 22 место в чарте Billboard 200.

## Список композиций
Слова и музыка всех песен — группа Motörhead.
| №                   | Название                       | Длительность |
| ------------------- | ------------------------------ | ------------ |
| 1.                  | «Heartbreaker»                 | 3:05         |
| 2.                  | «Coup de Grace»                | 3:45         |
| 3.                  | «Lost Woman Blues»             | 4:09         |
| 4.                  | «End of Time»                  | 3:17         |
| 5.                  | «Do You Believe?»              | 2:59         |
| 6.                  | «Death Machine»                | 2:37         |
| 7.                  | «Dust and Glass»               | 2:51         |
| 8.                  | «Going to Mexico»              | 2:51         |
| 9.                  | «Silence When You Speak to Me» | 4:30         |
| 10.                 | «Crying Shame»                 | 4:28         |
| 11.                 | «Queen of the Damned»          | 2:41         |
| 12.                 | «Knife»                        | 2:57         |
| 13.                 | «Keep Your Powder Dry»         | 3:54         |
| 14.                 | «Paralyzed»                    | 2:50         |
| Общая длительность: | Общая длительность:            | 46:54        |

| №  | Название                             | Длительность |
| -- | ------------------------------------ | ------------ |
| 1. | «I Know How to Die»                  |              |
| 2. | «Metropolis»                         |              |
| 3. | «The Chase is Better Than the Catch» |              |
| 4. | «Going to Brazil»                    |              |
| 5. | «Killed by Death»                    |              |

| №   | Название                             | Длительность |
| --- | ------------------------------------ | ------------ |
| 1.  | «Damage Case»                        |              |
| 2.  | «Stay Clean»                         |              |
| 3.  | «I Know How To Die»                  |              |
| 4.  | «Metropolis»                         |              |
| 5.  | «Over The Top»                       |              |
| 6.  | «The Chase Is Better Than The Catch» |              |
| 7.  | «Rock It»                            |              |
| 8.  | «Lost Woman Blues»                   |              |
| 9.  | «Doctor Rock»                        |              |
| 10. | «Just Cos You Got The Power»         |              |
| 11. | «Going To Brazil»                    |              |
| 12. | «Killed By death»                    |              |
| 13. | «Ace Of Spades»                      |              |
| 14. | «Overkill»                           |              |

## Участники записи
Motörhead
- Иэн Фрэйзер «Лемми» Килмистер — вокал, бас-гитара, дизайн обложки
- Фил Кэмпбелл — гитара
- Микки Ди — ударные

Технический персонал
- Кэмерон Уэбб — продюсирование, звукорежиссёр, микширование
- Алан Дучес — мастеринг
- Крис Клейпул, Крис Джидденс, Диксон Мэтьюс, Джефф Нил, Стив Олмон — ассистенты
- Роберт Джон — фотограф
- Стефан Чирази — арт-директор

## Позиции в чартах
| Чарт (2013)                         | Высшая позиция |
| ----------------------------------- | -------------- |
| Австрия (Ö3 Austria)                | 7              |
| Бельгия/Фландрия (Ultratop)         | 61             |
| Бельгия/Валлония (Ultratop)         | 35             |
| Дания (Hitlisten)                   | 14             |
| Финляндия (Suomen virallinen lista) | 5              |
| Франция (SNEP)                      | 14             |
| Германия (Offizielle Top 100)       | 5              |
| Норвегия (VG-lista)                 | 6              |
| Польша (ZPAV)                       | 47             |
| Испания (PROMUSICAE)                | 23             |
| Швеция (Sverigetopplistan)          | 8              |
| Швейцария (Schweizer Hitparade)     | 6              |
| Top Canadian Albums                 | 22             |
| Top Rock Albums                     | 8              |
| Top Independent Albums              | 2              |
| Top Hard Rock Albums                | 3              |
| Billboard 200                       | 22             |

## Хронология релиза
Хронология основана на информации из Allmusic и Discogs.
| Территория     | Дата            | Формат(ы)                 | Лейбл(ы)                   |
| -------------- | --------------- | ------------------------- | -------------------------- |
| Германия       | 18 октября 2013 | CD, CD+DVD, грампластинка | UDR GmbH / Motörhead Music |
| Великобритания | 21 октября 2013 | CD, CD+DVD, грампластинка | UDR GmbH / Motörhead Music |
| Европа         | 21 октября 2013 | CD, CD+DVD, грампластинка | UDR GmbH / Motörhead Music |
| США            | 23 октября 2013 | CD, CD+DVD, грампластинка | UDR GmbH / Motörhead Music |
| Канада         | 23 октября 2013 | CD, CD+DVD, грампластинка | UDR GmbH / Motörhead Music |
| Мексика        | 23 октября 2013 | CD, CD+DVD, грампластинка | Warner Music               |
| Аргентина      | 23 октября 2013 | CD, CD+DVD, грампластинка | Warner Music               |
| Европа         | 14 апреля 2014  | 2xCD                      | UDR GmbH / Motörhead Music |
| Великобритания | 14 апреля 2014  | 2xCD                      | UDR GmbH / Motörhead Music |
| США            | 14 апреля 2014  | 2xCD                      | UDR GmbH / Motörhead Music |
| Канада         | 14 апреля 2014  | 2xCD                      | UDR GmbH / Motörhead Music |
| Мир            | 8 августа 2014  | Цифровая дистрибуция      | UDR GmbH / Motörhead Music |